# Język aari
Język aari (inaczej: ari, ara, aro, aarai) – język afroazjatycki podgrupy południowej języków omockich. Jest używany przez ok. 235 tysięcy osób w południowo-zachodniej Etiopii.

## Dialekty
- bako (baco)
- biyo (bio)
- laydo
- seyki
- shangama
- sido
- wubahamer (ubamer)
- zeddo